# Chiếc đũa quyền năng
Bright là phim tội phạm thành thị kỳ ảo của Mỹ năm 2017 do David Ayer đạo diễn và Max Landis viết kịch bản. Trong phim, Will Smith đóng vai một cảnh sát của Sở Cảnh sát thành phố Los Angeles kết hợp với một cảnh sát tập sự orc  (Joel Edgerton) trong một thế giới tưởng tượng với cả người lẫn các sinh vật huyền bí. Dàn diễn viên còn lại gồm Noomi Rapace, Lucy Fry, Édgar Ramírez, và Ike Barinholtz.
Quay hình chính bắt đầu tháng 11 năm 2016 tại Los Angeles. Bộ phim được phát hành toàn cầu trên Netflix vào ngày 22 tháng 12 năm 2017 và trở thành một trong những chương trình được phát trực tuyến nhất trên Netflix từ trước đến nay, mặc dù nó nhận được những nhận xét tiêu cực từ các nhà phê bình.